# Sarcelles
Sarcelles is een gemeente in het Franse departement Val-d'Oise (regio Île-de-France). De gemeente telde 58.576 inwoners op 1 januari 2022. De plaats is de onderprefectuur van het arrondissement Sarcelles.
Sarcelles is een voorstad van Parijs met een erg diverse bevolking. De gemeente telt talrijke samenlevingsproblemen door immigratie, racisme en armoede. Anno 2023 moest een derde van de inwoners rondkomen met minder dan 1128 euro per maand.

## Geschiedenis
Op het grondgebied van de gemeente, in de wijk Haut-du-Roy, zou in de vroege middeleeuwen een koninklijke villa zijn gebouwd. Deze villa werd in 832 een bezit van de Abdij van Saint-Denis. De monniken van Saint-Denis ontwikkelden de landbouw in de streek. Het dorp Sarcelles ontstond bij de Petit Rosne; op deze rivier werden watermolens gebouwd. Aan het einde van de negende eeuw werd de dorpskerk, gewijd aan de heiligen Petrus en Paulus, gebouwd. Het dorp hing af van de Abdij van Saint-Denis en van de heren van Montmorency. In 1260 werd Sarcelles zelf een heerlijkheid met lage en hoge rechtsmacht.
Tijdens de Honderdjarige Oorlog was Sarcelles tussen 1420 en 1436 in Engelse handen. Daarna kwam de heerlijkheid in handen van de familie du Plessis. Zij lieten een nieuw kasteel bouwen en Sarcelles beleefde een bloeitijd. Tijdens de Hugenotenoorlogen in de zestiende eeuw werd Sarcelles geplunderd en deels vernield door protestantse troepen. Louis de Neubourg, heer van Sarcelles in de tweede helft van de zeventiende eeuw, bekwam het koninklijk privilege om twee jaarmarkten en een donderdagmarkt te houden in het dorp. De bevolking leefde grotendeels van de landbouw, onder andere wijnbouw, al was er ook kantnijverheid.

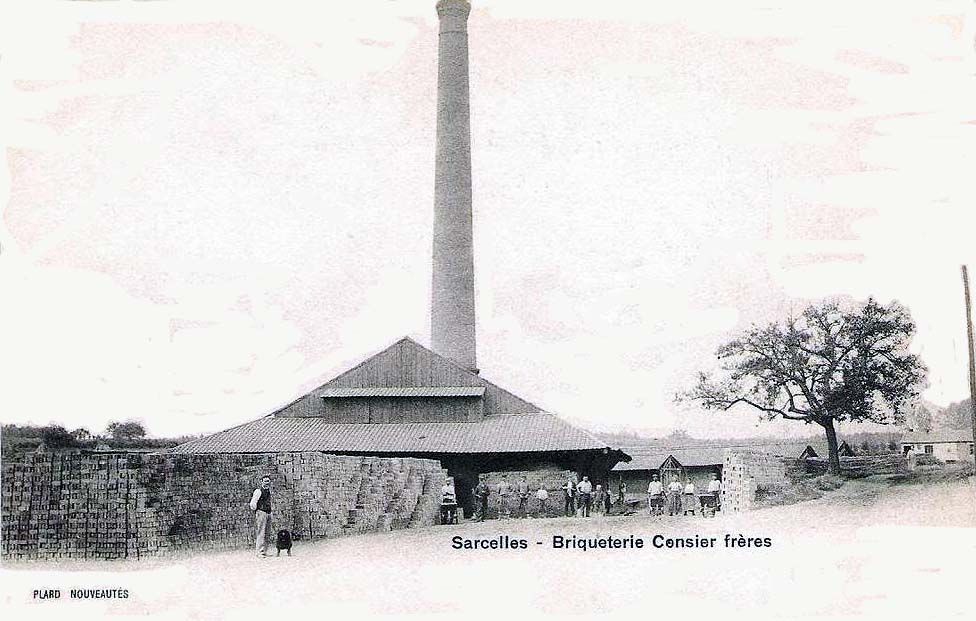
Baksteenfabriek Censier Frères

Van het einde van de achttiende eeuw tot de Tweede Wereldoorlog was er een belangrijke baksteenproductie in Sarcelles met verschillende fabrieken. De landbouw richtte zich in de negentiende eeuw voornamelijk op de groententeelt voor de markt van Parijs. De verbinding van Parijs werd nog verbeterd door de opening van het treinstation. Tot halfweg de twintigste eeuw bleef de landbouw belangrijk in Sarcelles.
Door de woningnood na de oorlog werd landbouwgrond omgezet in woongebied. Dit begon in 1954 met de bouw van de wijk Lochères met meer dan 12.000 wooneenheden op een oppervlakte van 270 hectare. In het begin van de jaren 1960 vestigde zich een grote Joodse gemeenschap in Sarcelles. Sefardische Joden uit Marokko en Tunesië vestigden zich bij de synagoge. Sindsdien is een Joodse wijk ontstaan met twee synagogen, Joodse scholen en een studiecentrum. Na zware antisemitische rellen in 2014 is ongeveer een derde van de Joden van Sarcelles geëmigreerd naar Israël. Bij de rellen in Frankrijk in 2023 was er ook oproer in Sarcelles en was er een poging tot brandstichting in een politiekantoor.
In 2004 werd Sarcelles de onderprectuur van een arrondissement.

## Geografie
De oppervlakte van Sarcelles bedroeg op 1 januari 2022 8,45 vierkante kilometer; de bevolkingsdichtheid was toen 6.932,1 inwoners per km².
De Petit Rosne stroomt door de gemeente. Deze rivier overstroomde in 1926 en 1992.
De gemeente grenst aan Montmagny, Groslay, Saint-Brice-sous-Forêt, Écouen, Villiers-le-Bel, Arnouville-lès-Gonesse en Garges-lès-Gonesse (in het departement Val-d'Oise) en ook Stains en Pierrefitte-sur-Seine in het departement Seine-Saint-Denis.
Sarcelles is verdeeld over Kanton Sarcelles-Nord-Est en Kanton Sarcelles-Sud-Ouest.
De onderstaande kaart toont de ligging van Sarcelles met de belangrijkste infrastructuur en aangrenzende gemeenten.

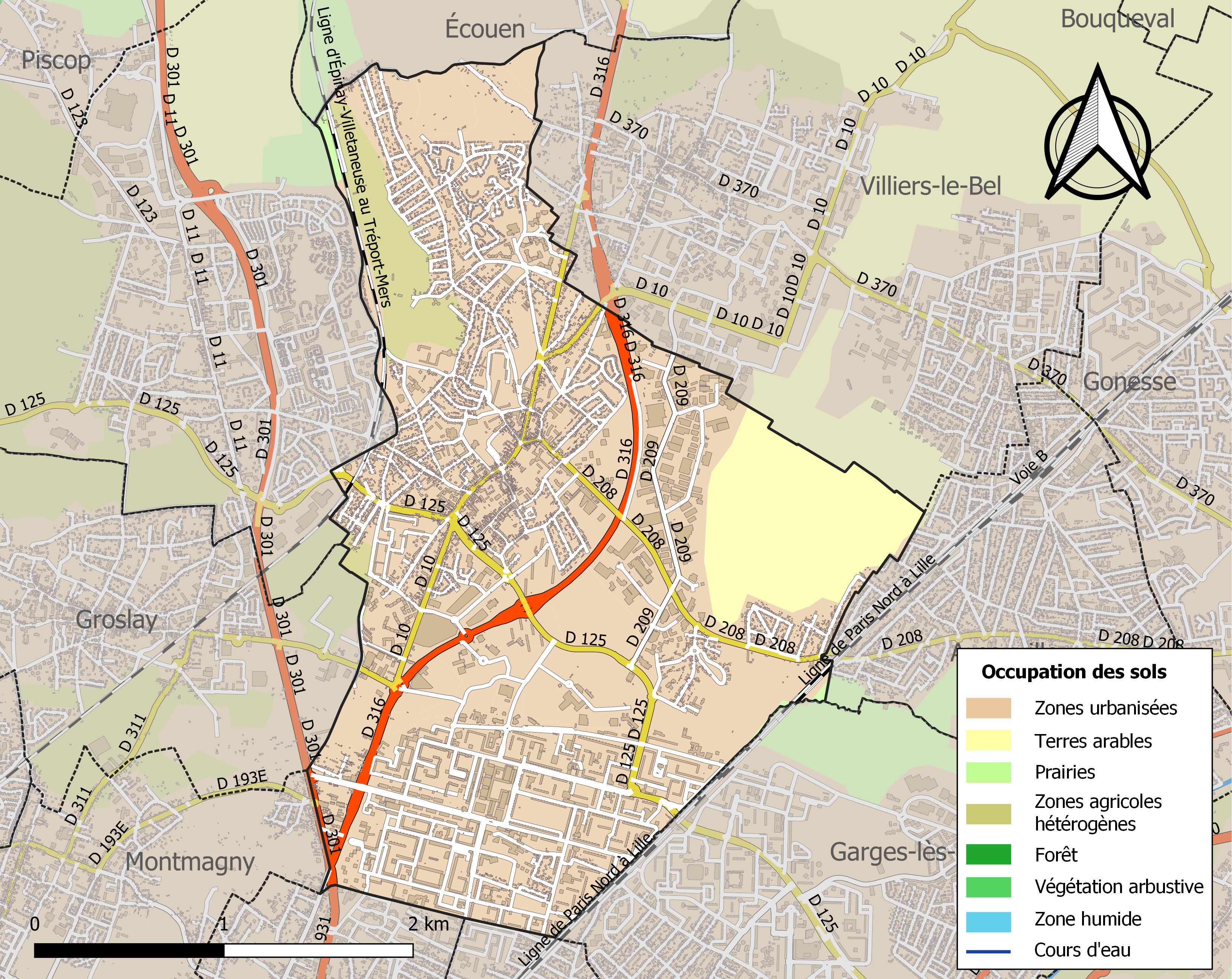

## Demografie
De bevoking van de gemeente is zeer divers, met belangrijke groepen Joden en moslims. Tot 2014 telde Sarcelles ongeveer 18.000 Joodse inwoners. In de volgende tien jaar daalde dit aantal met ongeveer een derde.
In 1796 telde de gemeente 1.060 inwoners. In 1954 telde de gemeente al meer dan 8.000 inwoners.
Onderstaande figuur toont het verloop van het inwonertal (bron: INSEE-tellingen).

## Sport
AAS Sarcelles is een voetbalclub uit de gemeente.

## Geboren in Sarcelles
- Bernard Stiegler (1952-2020), filosoof
- Michaël Boumendil (25 april 1971), producer en componist
- Frédéric Thomas (10 augustus 1980), voetballer
- Nawal Farih (19 mei 1988), Belgisch volksvertegenwoordiger
- Younousse Sankharé (10 september 1989), voetballer
- Wissam Ben Yedder (12 augustus 1990), voetballer
- Riyad Mahrez (21 februari 1991), Algerijns voetballer
- Steeve Yago (16 december 1992), voetballer
- Jérôme Roussillon (6 januari 1993), voetballer
- Dimitri Foulquier (23 maart 1993), voetballer
- Mathieu Riebel (2 januari 1997), baanwielrenner
- Andy Faustin (25 maart 1997), voetballer
- Lenny Pintor (5 augustus 2000), voetballer
- Mathys Tel (27 april 2005), voetballer